# イボタガ
イボタガは、チョウ目イボタガ科のガである。

## 特徴
開帳は幼虫はイボタノキ、モクセイ、トネリコ、ネズミモチの葉などを食べて成長する。
成虫は3月～5月にかけて出現し、開帳は約80㎜～115㎜。翅には無数の波状線がある。
なお、嘗ては成虫の口吻が退化しているため餌は食べないと考えられていたが、水分を摂っている可能性があるとの指摘もある。

## 分布
北海道・本州・四国・九州・屋久島に分布。